# 宝島Z バルバロスの秘宝
『宝島Z バルバロスの秘宝』（たからじまゼット バルバロスのひほう、Zack & Wiki: Quest for Barbaros' Treasure）は、2007年10月25日に日本にて発売された新感覚思考アドベンチャーゲーム。カプコンのWii用オリジナルタイトル第一弾。アメリカでは同年10月25日、ヨーロッパでは2008年1月18日に発売された。宣伝キャラクターには草野仁が起用され、草野が出演するテレビCMが放映された。また海外では米国の大手ゲームサイトのIGNと米国最大の任天堂コミュニティであるGo Nintendoが大々的に宣伝キャンペーンを行っている。

## ゲーム内容
ゲームの目的は全て集めると宝島に行けるという「バルバロスパーツ」を集めること。各ステージはドールハウスのような箱庭風の構造となっており、様々な仕掛けを解いて、「バルバロスパーツ」を手に入れることができる。仕掛けの多くはWiiリモコンを様々な道具に見立てて仕掛けを解くことが多いが、ウィーキーの手助けが必要だったり、仕掛けが解けないと罠にかかってしまうこともあり、慎重に仕掛けを解かなければならない。エリア（複数のステージから構成される）の最後ではボスと対決し、次のエリアの地図を獲得する。
また、ミニゲームとしてウィーキーのベルをWiiリモコンのモーションセンサーに見立てた音楽ゲームがあり、『魔界村』や『ロックマン2 Dr.ワイリーの謎』のワイリーステージの曲、『ソンソン』などのBGMで遊ぶことができる。

## 登場キャラクター
ザック (Zack)
声 - 下野紘
海賊になりたての少年であり、ゲームの主人公。夢は宝島に眠る伝説の船を手に入れ、最強の海賊となること。大好物はチョコバー。
ウィーキー (Wiki)
声 - 阿久津加菜
いつの間にやらザックと相棒になっていた空飛ぶサル。ベルに変身するなどの特殊能力でザックを助ける。
ローズ (Rose)
声 - 伊藤静
ザックたちのライバルであるブルジョワな海賊一味のボス。性格はやや天然気味。
セバスチャン (Sebastian)
声 - ふくまつ進紗
ローズの手下たち。1号から7号までおり、見分けがつかない。
ヒント神 (Hint God)
声 - 谷育子
ザックたちに謎解きの様々なヒントを与えてくれる神様。外見は紐で吊るされていたり、サングラスをかけて顔を隠していたりと、かなりうさんくさい。登場シーンでは非常に独特な歌詞の歌（ゴスペル調）が流れる。

## スタッフ
- プロデューサー - 竹下博信
- ディレクター - 佐々木栄一郎
- リードデザイナー - 末次治樹
- アートディレクター - 祐源宏史
- リードプログラマー、イベントプログラマー - 樫本明広
- サウンドプロダクション・コンポーザー - 岡田信弥、牧野忠義